# مايكا مونرو
مايكا مونرو (بالإنجليزية: Maika Monroe)‏ (مواليد 29 مايو 1993 ; سانتا بربرا، كاليفورنيا) ممثلة أمريكية، قبل التحاقها في مجال التمثيل كانت رغبتها وأولويتها المهنية في رياضة الكايت سيرفينغ (كايت سيرفر)، في عام 2012 حصلت على دورها الأوّل عندما تمّ اختيارها لتلعب دوراً إلى جانب الممثل زاك إيفرون في فيلم بأي ثمن (2012)، ثاني أدوارها حصلت عليه دور في فيلم حلقة بلينج إلى جانب إيما واتسون وفي فيلم عيد العمال (2013).

## اعمالها

### افلام
- حلقة بلينج (2013)
- عيد العمال (2013)
- الضيف (2014)
- هو يتبع (2014)
- الموجة الخامسة (2016)
- يوم الاستقلال: عودة (2016)
- ليالي الصيف الحارة (2017)
- مارك فيلت: الرجل الذي أسقط البيت الأبيض (2017)
- تاو (2018)
- غريتا (2018)
- مراقب (2022)
- الرفيق (2022)

## روابط خارجية
- مايكا مونرو على موقع IMDb (الإنجليزية)
- مايكا مونرو على موقع روتن توميتوز (الإنجليزية)
- مايكا مونرو على موقع ألو سيني (الفرنسية)
- مايكا مونرو على موقع أول موفي (الإنجليزية)
- مايكا مونرو على موقع قاعدة بيانات الفيلم (الإنجليزية)
- مايكا مونرو على موقع كينوبويسك (الروسية)